# Michael de Kent
Michael de Kent (Michael George Charles Franklin), né le 4 juillet 1942 dans la maison de campagne de Coppins (en) à Iver dans le Buckinghamshire, est un membre de la famille royale britannique, cousin germain de la reine Élisabeth II.

## Biographie

### Famille
Il est le troisième enfant et deuxième fils du prince George, 1er duc de Kent (1902-1942), et de la princesse Marina de Grèce (1906-1968). Il est le petit-fils du roi George V et de la reine Mary.
En observant sa généalogie, on constate qu'il est cousin au 3e degré du tsar Nicolas II de Russie, sa grand-mère maternelle étant la cousine de ce dernier. En 1994, grâce à l'ADN du prince, l'identification avec certitude des restes humains retrouvés dans la forêt de Iekaterinbourg appartenant à Nicolas II est établie.

### Parcours personnel
Dès 1960, il étudie le russe et le parle couramment. Le prince Michael est un franc-maçon actif, comme son frère aîné Edward de Kent. Il est le grand maître de la Grande Loge des maîtres maçons de la marque d'Angleterre et grand maître provincial de la Grande Loge de Middlesex.

### Mariage et descendance
Il a épousé, le 30 juin 1978 à Vienne, la baronne Marie-Christine von Reibnitz, devenue princesse Michael de Kent. Celle-ci étant de confession catholique, il perd alors sa place dans l'ordre de succession au trône britannique. En revanche, leurs enfants élevés dans la religion anglicane conservent leurs droits dans l'ordre de succession.
De cette union sont issus deux enfants ; étant les arrière-petits enfants d'un souverain (le roi George V), ils ne possèdent pas le prédicat d'altesse royale et portent les titres de Lord et Lady, utilisés pour les ducs.
- Lord Frederick Michael George David Louis Windsor (né le 6 avril 1979) qui a épousé en 2009 Sophie Winkleman, dont descendance (deux filles) ;
- Lady Gabriella Marina Alexandra Ophelia Kingston (née Windsor, le 23 avril 1981) qui a épousé en 2019 Thomas Kingston (1978-2024).

Il est réintégré dans l'ordre de succession le 26 mars 2015, avec l'Acte de succession à la Couronne, et occupe depuis 2025 la 53e place.

## Titulature
En tant que petit-fils de souverain, il est prince du Royaume-Uni de Grande-Bretagne et d'Irlande du Nord avec le prédicat d’altesse royale. N'étant pas fils du souverain, il porte le nom lié au titre de son père, c’est-à-dire de Kent. Étant le cadet, il n'a pas hérité du titre de son père, dévolu à son frère aîné Edward.
- depuis le 4 juillet 1942 : Son Altesse Royale le prince Michael de Kent (naissance).

## Dans la culture populaire
Dans le premier épisode de la saison 1 de The Crown, son personnage apparaît, lors du mariage de sa cousine la princesse Élisabeth et de Philip Mountbatten, où il est crédité comme « Page Boy #2 », il est interprété par Oliver McKinnon-Wardell.